# Abalinux
O Abalinux (ou Maqueta Abalar Libre) é uma distribuição Linux baseada em Debian (atualmente, Debian 11 Bullseye), que utiliza o XFCE4 como ambiente de desktop único.

## Visão geral
O Abalinux surgiu no âmbito do "Proxecto Abalar", uma iniciativa da Comunidade Autônoma da Galiza, Espanha, no programa Escuela 2.0, voltado para a introdução de tecnologias de informação e comunicação (TIC) em seus centros educacionais. O projeto foi planejado para utilizar ferramentas de software livre desde a sua criação em 2010, já que seu objetivo é pedagógico e a facilidade de acessibilidade, uso e aprendizagem, foram considerados de fundamental importância.

## Características da distribuição ABALINUX
O Abalinux foi projetado para ser mais rápido e menos exigente em termos de hardware, comparado ao sistema operacional Windows equivalente. Também é mais seguro do que o SO da Microsoft, pois está livre dos problemas com vírus e malware que afetam a este. A escolha do Debian como base, permite manter o sistema atualizado e facilita a sua manutenção, além de aumentar a sua robustez e confiabilidade. Finalmente, não há necessidade de pagar licenças de uso e instalação, já que se trata de software livre.

## Versões
Atualmente, o Abalinux é disponibilizado nas versões "Estándar" (padrão) e "Lixeira" (leve, para equipamentos com recursos de hardware limitados).
| Versões                     | Estándar                                       | Lixeira         |
| --------------------------- | ---------------------------------------------- | --------------- |
| Kernel                      | Kernel 5.10                                    | Kernel 5.10     |
| Gráficos                    | X.Org Server                                   | X.Org Server    |
| Som                         | PulseAudio                                     | PulseAudio      |
| Multimídia                  | GStreamer                                      | GStreamer       |
| Gerente de janela           | Xfwm4                                          | Openbox         |
| Área de Trabalho            | Xfce 4.16                                      | LXDE 11         |
| Kit de ferramentas primário | maxima vxmaxima octave pspp python3-pip codium | -               |
| Navegador                   | Mozilla Firefox                                | Mozilla Firefox |
| Suite de escritório         | LibreOffice                                    | LibreOffice     |

## Requisitos de sistema
Os requisitos mínimos recomendados para uma instalação do sistema são os seguintes:
| Desktop e laptop              | Desktop e laptop  |
| ----------------------------- | ----------------- |
| Processador                   | Pentium 4 (1 GHz) |
| Memória RAM                   | 1 GB              |
| Espaço livre de armazenamento | 10 GB             |